# ليا توماس (سباحة)
ليا توماس (مواليد 1998 أو 1999) هي سباحة أمريكية وطالبة في جامعة بنسيلفانيا. في مارس 2022 أصبحت أول رياضية متحولة جنسياً تفوز ببطولة سباحة حول العالم. مشاركة ليا توماس في هذا السباق أثارت جدلا واسعا حول مشاركة النساء المتحولة جنسياً في الرياضة.